# Eson Kandov
Eson Kandov (Taskent, 31 de octubre de 1941) fue un cantante y músico de Uzbekistán con una exitosa carrera durante la década de 1960-80. Recibió la distinción de Artista de Honor de la República Socialista Soviética de Uzbekistán en 1974 y es considerado el primer artista que representó a la República de Uzbekistán en el escenario internacional en el Festival de Sopot " Sopot -73".
Sus álbumes y EP se distribuyeron con éxito en toda la Unión Soviética a través del gran sello discográfico Melodiya en las décadas de 1970 y 1980.

## Primeros años de vida
Nació como el segundo hijo de una familia de judíos de Bujaria. Su padre era profesor de lengua uzbeka y su madre era ama de casa que trabajaba en la administración financiera cuando él era joven. Durante su infancia, su abuelo materno, que tenía una voz lírica de barítono, y su madre solían cantarle los fines de semana o las vacaciones.

## Educación
Después de graduarse de la escuela, Eson Kandov ingresó al departamento de actuación del Instituto de Teatro y Arte, y desde el segundo año eligió ingresar al Conservatorio Estatal de Tashkent. En el conservatorio aprendió principalmente canto clásico . Después de participar con éxito en una competencia en el Conservatorio en 1964, fue aceptado como solista y cantante en la Orquesta de Variedades de Uzbekistán.
Su verdadero nombre al nacer era Isaac Ilyich Kandov, pero al principio de su carrera, el cantante Botir Zokirov sugirió adoptar el nombre de Eson porque sonaba más romántico y artístico. Durante los 25 años de carrera en la Unión Soviética, creció tanto en el nombre que no podía imaginar asociarse con un nombre diferente.

## Carrera musical
Eson Kandov estuvo entre los cantantes que aparecieron como solistas en la Estrada Orquesta Sinfónica, que fue fundada en la República Soviética de Uzbekistán para la televisión y la radio estatales en 1963. La Orquesta Estrada constaba de una gran sección de cuerdas, saxofones, trompetas, trombones, guitarras, piano y batería, y ocasionalmente instrumentos de tradiciones musicales uzbekas más antiguas. Junto con cantantes como Botir Zokirov, Luiza Zokirova y Elmira Urazbaeva, se le considera cofundador de la música pop uzbeka moderna con influencias tradicionales en la década de 1960.
En 1973 representó a la Unión Soviética en el Festival Internacional de la Canción de Sopot con la canción “Ormonlarga konarokshom” (traducida del uzbeko como “La tarde cae sobre los bosques”) en la Ópera del Bosque, Sopot, Polonia. En el mismo año se creó el Tashkent Music Hall, donde fue el principal solista y cantante. Desde 1974 colabora con el conjunto estatal "Yalla". Con Yalla, realizó una gira por una docena de países europeos, así como por toda la Unión Soviética. En 1977, cuando se formó el conjunto estatal "Navo", se convirtió en su cantante solista.
Después de mudarse a Israel en 1991, fundó su propio conjunto "Shirey a Olam" ("Canciones del mundo"), que estuvo activo hasta 1997. A pesar de que tuvo una gran cantidad de actuaciones en Israel, no pudo repetir los grandes éxitos anteriores que tuvo en la Unión Soviética. Continuó trabajando como profesor y entrenador de jóvenes músicos.

## Vida personal
Tiene un hijo, Gabriel Kandov, con su esposa Mira, con quien se casó en Tashkent en 1982. La familia vive actualmente en Israel, en Petah Tikva. Tiene dos sobrinas de su hermano Oleg: Stella Kandova, que vive en Nueva York, y Angela Pinchasov, que vive en Viena.

## Discografía
| Año (P) | Número        | Título original                           | título en español                                 | Formato                            | Etiqueta, país |
| ------- | ------------- | ----------------------------------------- | ------------------------------------------------- | ---------------------------------- | -------------- |
| 1973    | Ä 00034397-8  | Эсон Кандов – Барно                       | Eson Kandov - Barno                               | Vinilo, 7", 33 ⅓ RPM               | Melodiya, URSS |
| 1974    | М60-36595-6   | Узбекская эстрада                         | Estrada Uzbeka                                    | LP, Vinilo verde                   | Melodiya, URSS |
| 1976    | М60-39403-4   | ЭСТРАДНАЯ МУЗЫКА КОМПОЗИТОРОВ УЗБЕКИСТАНА | MÚSICA POPULAR DE COMPOSITORES UZBEKOS            | LP, Mono, Amarillo                 | Melodiya, URSS |
| 1976    | М62-39529-30  | Узбекские эстрадные песни                 | Canciones pop uzbekas de Estrada                  | 7", 33 ⅓ RPM, Mono, Amarillo       | Melodiya, URSS |
| 1977    | М60-40359-60  | ПЕСНИ Ш. РАМАЗАНОВА (1910).               | CANCIONES DE SH. RAMAZANOVA (1910).               | LP                                 | Melodiya, URSS |
| 1987    | Г62—06887-8   | Поёт Эсон Кандов                          | Eson Kandov cantando                              | Disco flexible, 7", 33 ⅓ RPM, Mono | Melodiya, URSS |
| 1979    | С62-12121-2   | Эсон Кандов – Не Успокоимся               | Eson Kandov - No descansemos                      | 7", 33 ⅓ RPM                       | Melodiya, URSS |
| 1979    | С60-13079—80  | УЗБЕКСКАЯ ЭСТРАДНАЯ МУЗЫКА                | Música uzbeka estrada                             | Álbum                              | Melodiya, URSS |
| 1983    | С62 20053 008 | Эсон Кандов, Наво – Ливанские Кедры       | Eson Kandov y el conjunto Navo - cedros libaneses | 7", 33 ⅓ RPM                       | Melodiya, URSS |
| 1984    | С62 20821 008 | ПЕСНИ НА СТИХИ ТАТЬЯНЫ КОРШИЛОВОЙ         | CANCIONES A LOS VERSOS DE TATIANA KORSHILOVA      | 7", 33 ⅓ RPM                       | Melodiya, URSS |
| 1986    | АБП 0038      | СУЛТАНОВА Надира.                         | SULTANOV Nadira.                                  |                                    |                |
| 1987    | С62 24569 003 | КАНДОВ Эсон. «Дом родной»:                | KANDOV Esón. "Hogar":                             |                                    |                |
| 1989    | С60 28883 001 | КАНДОВ Эсон. «Ветер странствий».          | KANDOV Esón. «Viento de Andanzas».                | LP                                 | Melodiya, URSS |
| 2016    | MEL CO 0234   | Летняя Мелодия. 50 песен для лета         | Melodía de verano. 50 canciones para el verano    |                                    | Melodiya, URSS |
| 2021    |               | Ностальгия по СССР (Любимые хиты)         | Nostalgia por la URSS (éxitos favoritos)          |                                    |                |

### Selección de canciones
- Boi, boi / Бой, бой[15]
- Boda Bujariana / бухарская свадьба[16]
- Emina / Emina[17]
- Romansi / Романсы[18]
- Canción sobre Tashkent / Песня о Ташкенте con Yunus Turaev y Naufal Zakirov (en 1965)[19]